# Delay (Musik)
Der Begriff Delay bezeichnet verschiedene Verfahren zur Erzeugung von akustischen Verzögerungseffekten. Zu diesen gehören Reverb (Nachhall), Echo sowie weitere Effekte. Delay-Effekte werden durch raumakustische-, elektroakustische- oder softwarebasierte Verfahren erzeugt und für verschiedene Zwecke eingesetzt, darunter für die Gestaltung von Klängen, für die Abmischung (Mixing) von Tonaufnahmen oder für die Beschallung von Live-Events.

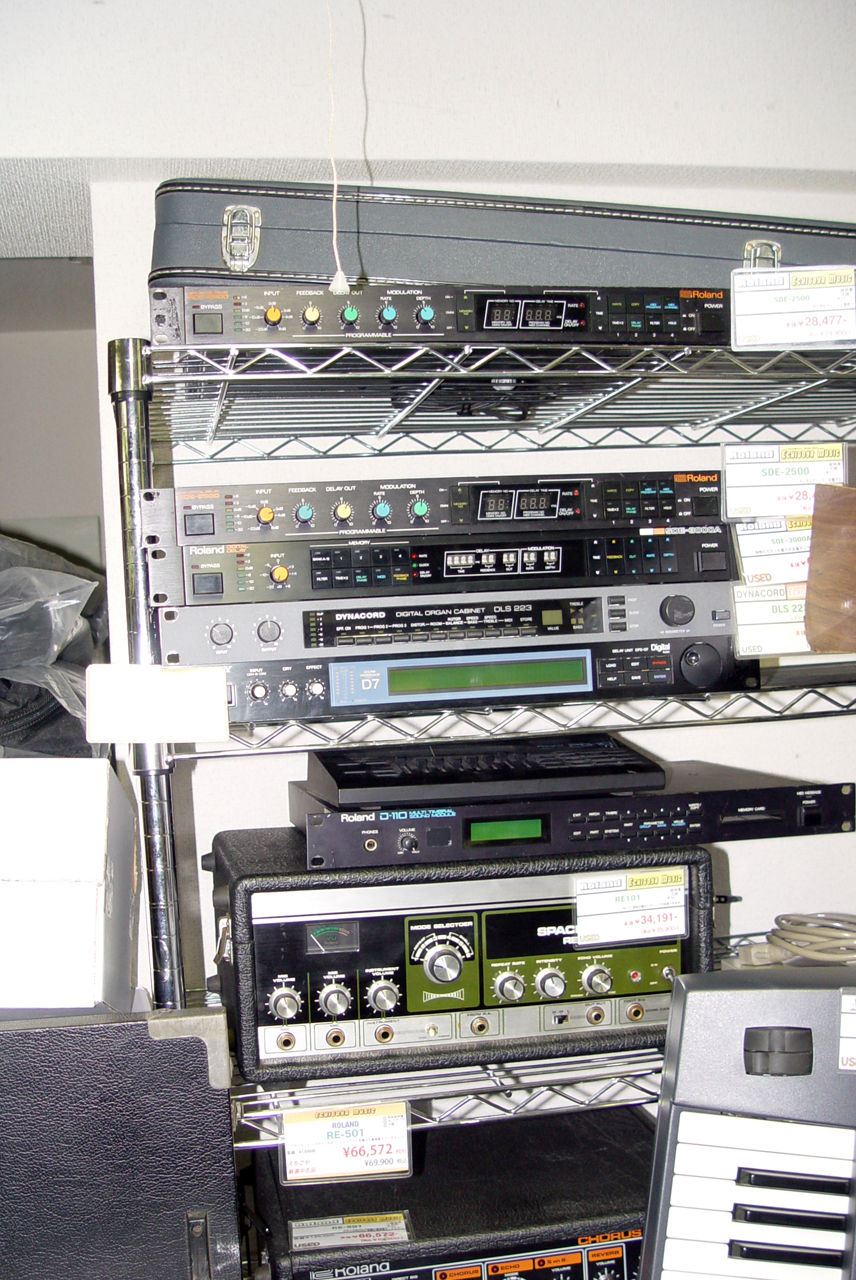
Verschiedene digitale Delays (19-Zoll-Geräte oben) und analoge Bandechos (Koffergeräte unten)

## Entstehung
Die Entdeckung des Delays ist auf zahlreiche wissenschaftliche-, technische- und künstlerische Entwicklungen zurückzuführen. Der Delay-Effekt, wie er heutzutage in der Musiktechnik bekannt ist, kam maßgeblich ab den 1950er Jahren zum Einsatz und wird bis heute weiter entwickelt.

## Anwendungsbereiche
Es können zwei Anwendungsbereiche von Delays unterschieden werden. 
1. als Soundeffekt in der Musikproduktion
2. als Laufzeiteffekt in der Veranstaltungstechnik

### Einsatz in der Musikproduktion
Innerhalb der Musikproduktion werden Delays zur Erzeugung von verschiedenen Effekten eingesetzt. Diese können teils echoähnlich aber auch auf verschiedene andere Weise wirken.

### Einsatz in der Tontechnik
In der Tontechnik wird ein Delay genutzt, um die Laufzeitverzögerung von Lautsprechern zu korrigieren, die sich in unterschiedlicher Entfernung zum Hörer befinden. Hierbei wird das Delay genutzt, um ein homogenes Klangfeld zu generieren. Keine Großveranstaltung wäre heute ohne den Einsatz von Delay Lines vorstellbar. Digitale Tonmischpulte verfügen über Ausgänge mit integrierten Delays, die eine Verzögerung korrigieren können.
In diesem Zusammenhang entsteht das Delay dadurch, dass der Direktschall gegenüber dem mit dem Mikrofon aufgenommenen, verstärkten und über Lautsprecher wiedergegebenen Audiosignal zeitverzögert ist. Dieses Phänomen tritt nur in größeren Räumen mit verteilten Lautsprechern auf. Das Ergebnis ist ein Defizit der Lokalisation, da das menschliche Gehirn die Tonquelle von dort ortet, woher der Ton zuerst kommt (direkter Schall), siehe Präzedenzeffekt. Da das in diesem Fall der Lautsprecher und nicht die Schallquelle ist, müssen entsprechende Delays (Verzögerungen) gesetzt werden. Oft sind die verschiedenen Delays auf die jeweiligen Lautsprechergruppen derart abgestimmt, dass der (natürliche) Ton des Lautsprechers in Bühnennähe im hinteren Publikumsbereich möglichst 20 ms früher ankommt. Zu beachten ist dabei der notwendige Haas-Effekt mit einer Verzögerung von 20 ms ±10 ms und die Echowahrnehmungsschwelle von etwa 50 ms bei gleichem Pegel von Direktsignal und Reflexion. Auch bei videounterstützten Veranstaltungen wird das übertragene Bild mit einem entsprechenden Delay versehen, um Synchronität von Seh- und Hörwahrnehmung zu gewährleisten.

## Verfahren zur Erzeugung von Delays
Die Verzögerung von Schall (Delay) kann durch raumakustische Maßnahmen, durch analoge und digitale  Schaltungen oder Algorithmen erzeugt werden.

### Tape Delays
Tape Delay ist die Nutzung der Laufzeitdifferenzen des Tonbandes zwischen Aufnahme- und Wiedergabekopf für Hall- und Echoeffekte. Das Signal vom Wiedergabekopf der Bandmaschine wird auf den Aufnahmekopf zurückgeführt (Feedback), dann erfolgt eine echoähnliche Wiederholung des zuvor aufgenommen klanglichen Ereignisses mit einem Zeitversatz, der dem zurückgelegten Weg des Bandes zwischen Aufnahmekopf und dem nach ihm angeordneten Wiedergabekopf entspricht. Zudem wird das rückgekoppelte Signal durch den mehrfachen Generationsverlust sowie Kopiereffekte stetig in seiner Qualität hinsichtlich Frequenzlinearität und Klirrgrad verändert bzw. „verschlechtert“.
Das Verfahren ist 1951 von Les Paul in seinem mit Mary Ford am 4. Januar 1951 zuhause aufgenommenen How High the Moon erstmals zu hören gewesen. Gitarrist Les Paul war auch ein innovativer Aufnahmetechniker, der zur Entwicklung der Soundeffekte beigetragen hat. Das Slapback-Echo ist erstmals bei Little Walters Harmonika-Instrumentaltitel Juke zu hören, aufgenommen am 12. Mai 1952 bei Universal Recording in Chicago. Ab 1954 hat es Sam Phillips dann zu einem Markenzeichen seines Plattenlabels Sun Records in Memphis gemacht, das nicht zuletzt den hier entstandenen frühen Aufnahmen von Elvis Presley ihren unnachahmlichen Charakter gegeben hat. Er besaß zwei Ampex 350 Tonbandmaschinen, deren Zusammenwirken durch geringe Zeitverzögerung bei derselben Aufnahme dieses Echo erzeugte.
Auch die Musikrichtung „Dub“ wurde durch den Einsatz von Delays maßgeblich geprägt.

## Delay-Effekte (Auswahl)
Die in der Musikproduktion eingesetzten Effektgeräte enthalten zahlreiche Effektkombinationen mit verschiedensten Bezeichnungen. Darunter sind zu finden:
- Stereo-Delay
- Ping-Pong Delay
- Multi-Tap-Delay

Wesentliche Parameter bei Delays sind:
- Delay (ms): Verzögerungszeit in Millisekunden
- Feedback (%): Rückkopplung des Ausgangssignals auf den Eingang in Prozent
- Mix: Verhältnis zwischen Original- und Effektsignal

## Hörbeispiele
- How High The Moon von Mary Ford und Les Paul (1953)
- Brighton Rock von Queen (1974)
- Another Brick in the Wall (Part One) von Pink Floyd (1979)
- Walking on the Moon von The Police (1979)
- Where the Streets Have No Name von U2 (1987)